# Санта Сколастика (Фрозиноне)
Санта Сколастика је насеље у Италији у округу Фрозиноне, региону Лацио.
Према процени из 2011. у насељу је живело 44 становника. Насеље се налази на надморској висини од 81 м.